# CESNI

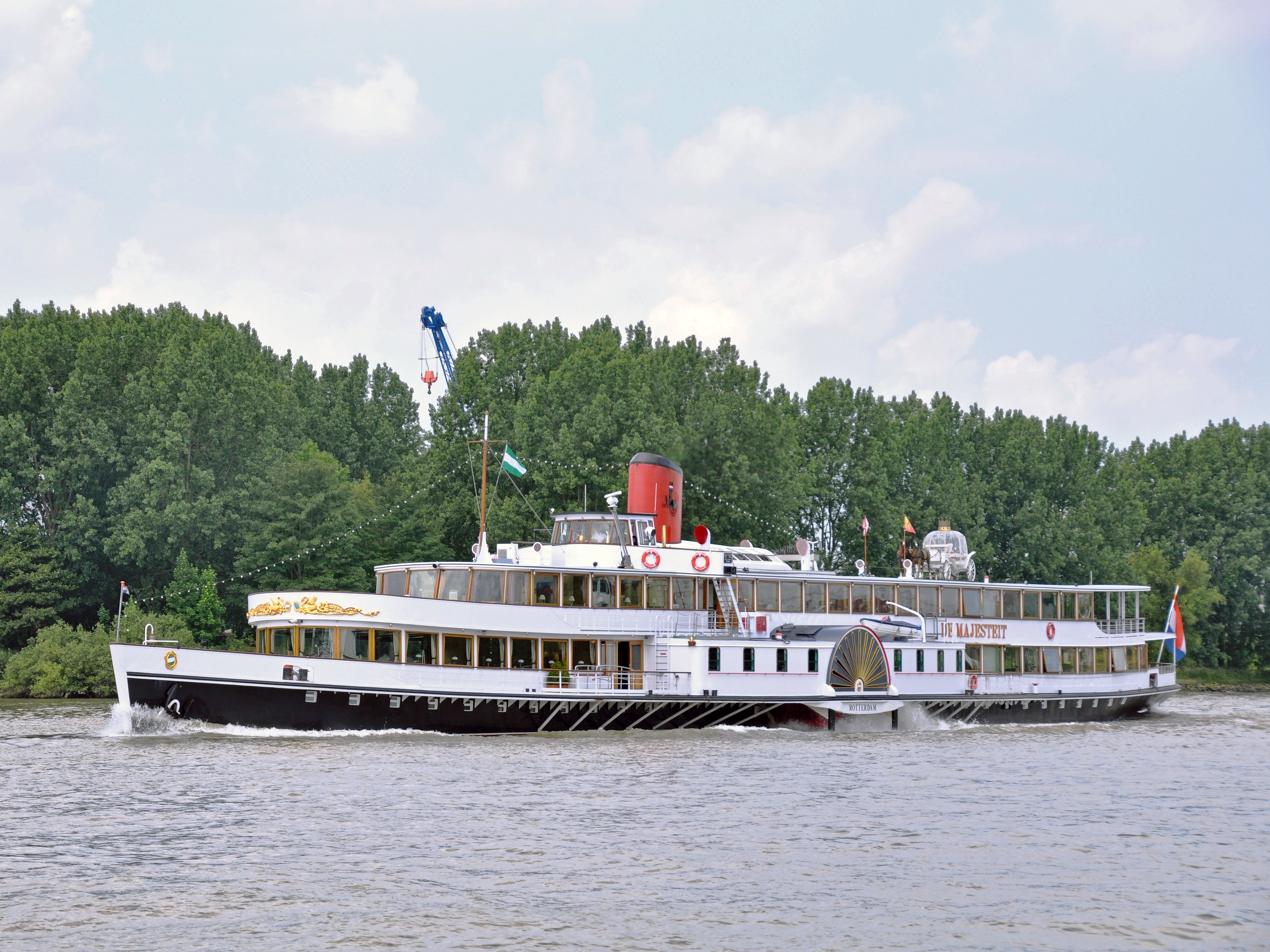
De Majesteit, een oud passagiersschip in de Noord

CESNI  (Comité européen pour l’élaboration de standards dans le domaine de la navigation intérieure; Nederlands: Europees Comité voor de opstelling van standaarden voor de binnenvaart) werd ingesteld door de Centrale Commissie voor de Rijnvaart (CCR), ten behoeve van het gezamenlijk tot stand brengen van uniforme standaarden voor de Rijn en het gehele waterwegennet van de Europese Unie. Artikel 44 ter van de Herziene Rijnvaartakte is niet van toepassing op dit comité.

## Taken
Om de veiligheid van de scheepvaart en milieubescherming in de context van het vervoer over water te verhogen, de  werkgelegenheid in de binnenvaart te bevorderen en de sector aantrekkelijker te maken en de vervoersactiviteiten en internationale handel te bevorderen, heeft het Europees Comité onder andere de volgende taken:
- goedkeuring van technische standaarden op diverse gebieden, vooral met betrekking tot de schepen, informatietechnologie en bemanningen, waarnaar de respectieve regelgevingen op Europees en internationaal niveau, met inbegrip van die van de Europese Unie en de CCR, zullen verwijzen voor hun toepassing;
- overleg over de uniforme uitleg en toepassing van de bedoelde standaarden, de methode voor de toepassing en implementatie van de voorziene procedures, de uitwisseling van informatie en de toezichthoudende mechanismen in de lidstaten;
- overleg over de afwijkingen en gelijkwaardigheid met betrekking tot de technische voorschriften voor bepaalde schepen;
- overleg over onderwerpen die prioriteit hebben op het gebied van de veiligheid van de scheepvaart, de bescherming van het milieu en andere belangrijke binnenvaartgebieden.

Een goed voorbeeld van het werk dat CESNI heeft gedaan is het publiceren van een 'good practice guide' met een uitgebreid overzicht van  maatregelen om cybersecurity-risico’s tegen te gaan, met de havens als zwaartepunt, in april 2023.
Het comité vergadert in de regel in Straatsburg. De werktalen van het comité zijn Duits, Engels, Frans en Nederlands.

## Geschiedenis
De Centrale Commissie voor de Rijnvaart en de Europese Unie wilden samen de governance op Europees vlak versterken. Er lag al een memorie van toelichting bij een voorstel voor een richtlijn van het Europees Parlement en de Raad tot vaststelling van de technische voorschriften voor binnenschepen en tot intrekking van Richtlijn 2006/87/EG, waarin de Europese Commissie de instelling van dit comité ondersteunt. In 2013 is daartoe al een administratieve overeenkomst tussen de directeur-generaal Mobiliteit en Transport van de Europese Commissie en de secretaris-generaal van de CCR gesloten.
Het comité  diende over de vereiste deskundigheid en geografische representativiteit te beschikken, en kreeg de opdracht standaarden uit te werken die voor de Rijn en het gehele waterwegennet van de Europese Unie gelijk zouden zijn, zodat elke afzonderlijke regelgeving voor de binnenvaart daarnaar kan verwijzen en zij uniform kunnen worden toegepast. Daarbij was het belangrijk dat de bevoegde autoriteiten van de lidstaten van de CCR en van de lidstaten van de Europese Unie, alsmede de internationale organisaties, in het bijzonder de Europese Unie, en de internationale, non-gouvernementele organisaties die actief zijn op binnenvaartgebied, betrokken werden bij de activiteiten van dit comité.
Op 3 juni 2015 heeft de CCR tijdens de plenaire voorjaarszitting in Rotterdam daartoe dit comité ingesteld. Het heeft op haar beurt tijdens de vergadering van 26 november 2015 in Den Haag de werkgroep voor de technische voorschriften voor binnenschepen (CESNI/PT) en de werkgroep voor de beroepskwalificaties (CESNI/QP) ingesteld, die de standaarden en beslissingen hebben voorbereid. CESNI heeft op 26 november 2015 een eerste editie 2015/1 van de Europese standaard tot vaststelling van de technische voorschriften voor binnenschepen (ES-TRIN) aangenomen. Op 6 juli 2017 hebben de dertien lidstaten en de Europese Commissie, de Moezelcommissie en de Savacommissie alsmede erkende organisaties bij CESNI de nieuwe Europese standaard tot vaststelling van de technische voorschriften voor binnenschepen, ES-TRIN 2017/1, aangenomen, die vervangt de standaard 2015/1.

## Besluitvorming
Het comité dat de standaard vaststelt bestaat uit deskundigen van de lidstaten van de Europese Unie en de CCR en wordt bijgestaan door de vertegenwoordigers van internationale organisaties die zich bezighouden met de binnenvaart en vertegenwoordigers van de verschillende binnenvaartactoren en het Europese binnenvaartbedrijfsleven.
Het comité streeft bij het nemen van het besluit om ontwerpstandaarden ter goedkeuring op de agenda te plaatsen naar eenparigheid van stemmen. Maar als daarover geen consensus wordt bereikt, besluit het comité met een tweederdemeerderheid van de stemmen van de leden die op de vergadering aanwezig zijn. De standaarden zelf worden aangenomen met eenparigheid van stemmen van de leden die op de vergadering aanwezig zijn. Voor alle andere besluiten is een gewone meerderheid van stemmen van de leden die op de vergadering aanwezig zijn voldoende.
Het betekent dat nationale parlementen geen invloed op kunnen uitoefenen en de ongeorganiseerde individuele schipper daarmee helemaal geen democratische invloed heeft. Noch op de eisen die aan zijn schip worden gesteld, noch op de eisen waaraan een schipper moet voldoen ter verkrijging van zijn patenten en vaarbewijzen.